# Warszawa (lied)
Warszawa is een grotendeels instrumentaal nummer van de Britse muzikant David Bowie, uitgebracht als de achtste track op zijn album Low uit 1977.

## Achtergrond
Het arrangement van het nummer is bedoeld om de troosteloosheid van Warschau op te roepen ten tijde van Bowie's bezoek aan de stad in 1973. De mysterieuze tekst en melodie in het midden van het nummer zijn gebaseerd op een opname van "Helokanie" van het Poolse folkkoor Śląsk.
Het nummer werd ontwikkeld door middel van veel van Brian Eno's spontane en experimentele technieken, waarbij Bowie koos voor de creatie van een structuur in plaats van het creëren van een nummer dat past tussen zijn andere nummers. Volgens Eno's technieken van "geplande ongelukken" werden er eerst 430 spoorklikken met de hand gemaakt. Uit deze klikken werden er een paar willekeurig tussenuit gezocht en gecatalogiseerd. Bowie en Eno wachtten beiden voor totdat hun uitgekozen klikken klonken, wat het teken was om vooraf bepaalde akkoorden aan te slaan. Terwijl de klikken werden verwijderd, bleef de basis van het nummer overeind en de gaten werden gevuld door hun schrijven, met Eno op de instrumenten en Bowie op zang.
Het resultaat is een muziekstuk in vier delen. Het eerste deel is mager en hoofdzakelijk in octaven. Op 1:17 verdwijnen de harmonieën en de toon verandert naar F#, wat het begin van het tweede deel aanduidt. Op 3:47 is er een nieuwe toonverandering, de structuur verdwijnt langzaam en de vocals van Bowie beginnen. Op 5:24 begint het laatste deel, wat grotendeels een herhaling van het tweede deel is.
Alle vocals werden door Bowie gecomponeerd en gezongen, ondanks de aanwezigheid van 110 stemmen. Eno merkte op dat ondanks zijn neiging om langzaam te werken als zijn eigen synthesizertechnicus, dat Bowie zijn eigen deel snel af had, al binnen 20 minuten.
Het nummer werd gebruikt als openingsnummer tijdens Bowie's Isolar II- en Heathen-tournees. In plaats van direct beginnen met luide rockmuziek, werd het publiek geïntroduceerd aan de kalmte van dit nummer, waarbij zij in onzekerheid werden gehouden. Bowie zong in het begin niet, maar was onderdeel van de band, waarin hij de Chamberlin bespeelde totdat het zijn beurt was om de tekst te zingen. Een liveversie kwam voor op het album Stage uit 1978.
De band Joy Division heette oorspronkelijk Warsaw, vernoemd naar dit nummer, en het komt voor in de biopic van zanger Ian Curtis uit 2007, Control.

## Muzikanten
- David Bowie: zang
- Brian Eno: synthesizer, piano, Chamberlin